# Nashua, Minnesota
Nashua là một thành phố thuộc quận Wilkin, tiểu bang Minnesota, Hoa Kỳ. Năm 2010, dân số của thành phố này là 68 người.

## Dân số
- Dân số năm 2000: 69 người.
- Dân số năm 2010: 68 người.